# Маховка (река)
Маховка — река в России, протекает в Тоцком и Сорочинском районах Оренбургской области. Устье реки находится в 359 км по правому берегу реки Самара. Длина реки составляет 21 км. Площадь водосборного бассейна — 99,2 км².

## Данные водного реестра
По данным государственного водного реестра России относится к Нижневолжскому бассейновому округу, водохозяйственный участок реки — Самара от Сорочинского гидроузла до водомерного поста у села Елшанка. Речной бассейн реки — Волга от верховий Куйбышевского вдхр. до впадения в Каспий.
Код объекта в государственном водном реестре — 11010001012112100006679.